# Гольфштром
«Гольфштро́м» — збірник літературної організації «Асоціація комункульту» (АсКК).
Перший збірник вийшов друком у Державному видавництві України в Харкові (1925). Назва видання — як у теплої течії в Атлантичному океані Гольфстрим.
Основна мета збірника, підготовленого літсектором АсКК, полягала у створенні «лівої прози та поезії» з гострою фабульністю, насиченістю фактами, т. зв. оголенням прийому тощо. З цих позицій написані вміщені у виданні повість Ґео Шкурупія «Штаб смерті», оповідання Олекси Слісаренка, Софії Левітіної, п'єса Лазаря Френкеля «Сучасний трюковий детектив» (у формі кіносценарію), віршована «Повість про містера Юза» Миколи Бажана, поема Гео Коляди «Рейс» та ін. Опубліковано переклади віршів Григорія Петникова.
У збірнику простежується еволюція від властивого футуристам заперечення мистецтва взагалі до творення «лівого мистецтва».
Однойменне видавництво українських футуристів — «Гольфштром» — діяло в Києві (1922—1925).